# 龙山镇 (慈溪市)
龙山镇，是中华人民共和国浙江省宁波市慈溪市下辖的一个乡镇级行政单位，辖区面积140.86平方公里，因境内伏龙山而得名:123。
龙山镇山下村的龙山虞氏旧宅（简称虞氏旧宅）是虞洽卿的故居。

## 历史
宋、元、明至清初属定海县灵绪乡，康熙二十六年（1687年）定海县更名为镇海县，仍属灵绪乡，宣统三年（1911年）分属东绪乡、西绪乡，民国十九年（1930年）设三区，辖雁门王乡、邱洋乡、龙山所乡、东门外乡、西门外乡、龙头场乡、田央陈乡、凤浦岙乡、虞兴乡、李周乡、六合乡、田央乡、安六乡、堰头乡、甸戎乡、庄黄乡、施山乡、范市乡、临浦乡、王方乡、沿山乡、环湖乡，民国二十四年（1935年）更名为龙山区，辖龙城镇、龙山镇、范市镇、雁门乡、田央乡、甸山乡、灵湖乡，民国三十五年（1946年）龙城镇、雁门乡并入龙山镇，田央乡、甸山乡合并为窖湖乡，范市镇、灵湖乡合并为灵绪乡，1950年6月分为龙场镇、范市镇、雁门乡、龙山乡、施山乡、田央乡、甸山乡、灵湖乡、东湖乡、沿海乡，仍属龙山区，区公所驻地从澥浦（今属宁波市镇海区）迁至龙山，1953年5月东湖乡一村划入慈溪县东安乡，1954年10月划入慈溪县，1956年2月撤销龙山区，龙场镇、雁门乡并入龙山乡，施山乡、田央乡、甸山乡合并为大蓬乡，东湖乡、灵湖乡、沿海乡并入范市镇，1957年1月复设龙山区，1958年10月改为东方红人民公社雁门大队、龙山大队、龙场大队、施山大队、田央大队、甸山大队、范市大队、灵湖大队、沿海大队，1959年2月改为龙山人民公社雁门管理区、龙山管理区、龙场管理区、施山管理区、田央管理区、甸山管理区、范市管理区、灵湖管理区、沿海管理区，1959年7月复设范市镇，1961年11月改为雁门公社、龙山公社、龙场公社、田央公社、甸山公社、范市镇公社、灵湖公社、沿海公社，属龙山区，1964年12月范市镇公社改为范市公社，1969年3月龙山区、观城区合并为龙观地区，1970年5月雁门公社、龙场公社并入龙山公社，甸山公社并入田央公社，灵湖公社并入范市公社，1971年1月撤销龙观地区，恢复龙山区，1972年1月龙山公社重新分为龙山公社、雁门公社、龙场公社，田央公社重新分为田央公社、甸山公社，范市公社重新分为范市公社、灵湖公社，1983年9月公社改为乡，1984年6月范市乡改为范市镇，1992年5月撤销龙山区，龙山乡、龙场乡、雁门乡合并为龙山镇，甸山乡并入田央乡，灵湖乡、沿海乡并入范市镇，1994年1月田央乡改为三北镇，2006年设立慈东工业区，2008年7月三北镇、范市镇、慈东工业区连同淡水泓围垦区38.67平方公里并入龙山镇，2011年8月撤销慈东工业区，新设慈东滨海区，2014年8月慈东滨海区更名为浙江慈溪滨海经济开发区，与龙山镇区镇合一:19、22、123-124、580。

## 行政区划
龙山镇下辖以下地区：
龙山社区、三北社区、新街社区、山下村、凤浦岙村、东门外村、龙头场村、龙山所村、西门外村、伏龙山村、邱王村、金岙村、双马村、田央村、东渡村、达蓬村、施公山村、徐福村、海甸戎村、筋竹村、新联村、小施山村、太平闸村、王家路村、杨高村、方家河头村、黄杨岙村、淞浦村、新西村、新东村、潘岙村和龙山农垦场生活区。